# Мишкуров, Владимир Владимирович
Владимир Владимирович Мишкуров (5 февраля 1939, Омск — 27 сентября 2001) — советский хоккеист, нападающий. Мастер спорта СССР.

## Биография
Воспитанник омского хоккея. Выступал за команды «Спартак» / «Аэрофллот» Омск (1957/58, 1959/60 — 1964/65), «Торпедо» Тюмень (1958/59), «Буревестник» (Омск) (1959/60), «Труд» Омск (1965/66), «Водник» Тюмень (1966/67), «Автомобилист» Алма-Ата (1967/68), «Спартак» Алма-Ата (1968/69).
В классе «А» провёл четыре сезона (1959/60 — 1962/63).
Скончался 27 сентября 2001 году.               